# OSW-96
Das OSW-96 (russisch ОСВ-96) ist ein russisches Selbstlade-Scharfschützengewehr im Kaliber 12,7 × 108 mm. Es ist zur Bekämpfung von Zielen in Entfernungen von mehr als einem Kilometer, als Anti-Material-Waffe und zur Bekämpfung gegnerischer Scharfschützen vorgesehen.

## Geschichte
Das OSW-96 ist eine Weiterentwicklung des wegen seines hohen Gewichts und seiner Länge von fast 2 m nicht sehr beliebten Scharfschützengewehres W-94. Das W-94 wurde in den 1990er-Jahren vom Konstruktionsbüro für Gerätebau (KBP/КБП) in Tula für das FSB und die SpezNas entworfen und entwickelt.

## Technik
Das Gewehr ist ein Gasdrucklader mit Drehkopfverschluss. Es besitzt einen Kunststoffkolben und einen ebenfalls aus Kunststoff bestehenden Pistolengriff. Der Verschlussbolzen verriegelt direkt im Lauf, wodurch das Gewehr auf etwa 1200 mm zusammengeklappt werden kann. Zum Falten des Gewehres muss der Schütze den Verschluss spannen und anschließend die auf der linken Seite des Verschlussgehäuses angebrachte Laufverriegelung lösen. Ein Gummipuffer am Kolbenboden und die am freischwingenden Lauf angebrachte große und effektive Zwei-Kammer-Mündungsbremse reduzieren den beträchtlichen Rückstoß. Falls die Zieloptik ausfällt, so hat der Schütze die Möglichkeit, die ebenfalls vorhandene offene Visierung zu nutzen. 

## Einsatz
Das OSW-96 wird von verschiedenen Einsatzkräften und dem FSB unter anderem im Antiterror-Krieg in Tschetschenien eingesetzt.

## Nutzerstaaten
- Russland (FSB, Omon, Speznas)[1]
- Syrien (syrische Armee)[2]